# Kondolenz

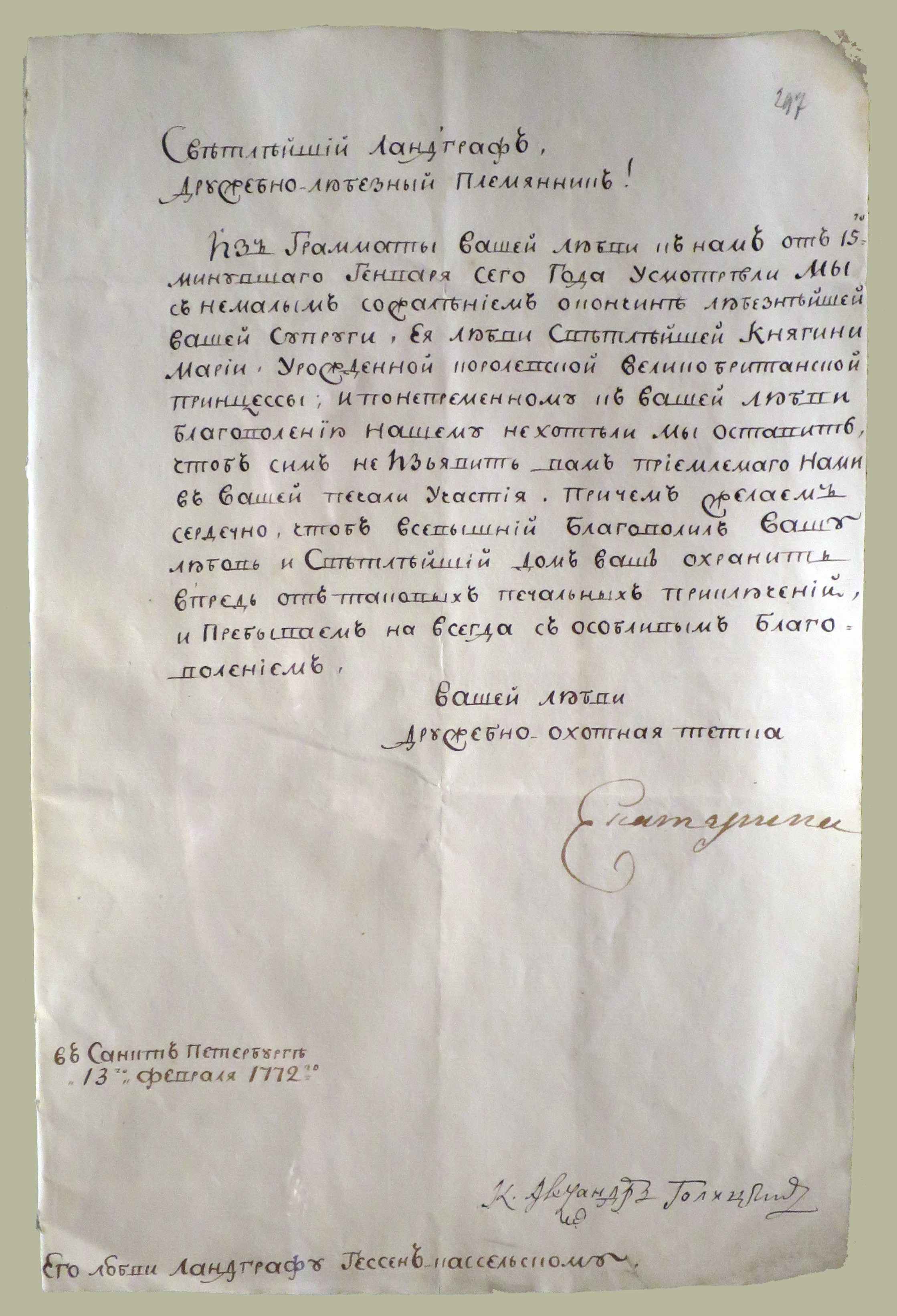
Kondolenzschreiben der Zarin Katharina II. von Russland an Landgraf Friedrich II. von Hessen-Kassel anlässlich des Todes von dessen Frau

Mit Kondolenz oder Kondolation werden alle Formen der Beileidsbekundung und Anteilnahme am Tod einer Person sowie auch das Beileid selbst bezeichnet. Das Wort leitet sich von dem lateinischen Verb condolere ab, das Mitgefühl bei anderer Leid haben, Mitleid haben bedeutet. Kondolieren ist ein Ausdruck von Empathie.
Kondolenz wird einem oder mehreren Hinterbliebenen schriftlich oder mündlich zugesprochen, beispielsweise mit Formulierungen wie Ich versichere Sie meiner Anteilnahme. Seien Sie meiner Anteilnahme gewiss. Mein Beileid. Ich spreche Ihnen mein Beileid aus. Ich spreche Ihnen meine Kondolenz aus. Meine Kondolenz. Ich drücke Ihnen mein Mitgefühl aus. Mein Mitgefühl. 
Man kondoliert zum Beispiel vor einer Trauerfeier, auf dem Weg vom Grab an den Angehörigen vorbei oder beim Beerdigungskaffee. In manchen Todesanzeigen wird darum gebeten, von Beileidsbekundungen am offenen Grab Abstand zu nehmen.

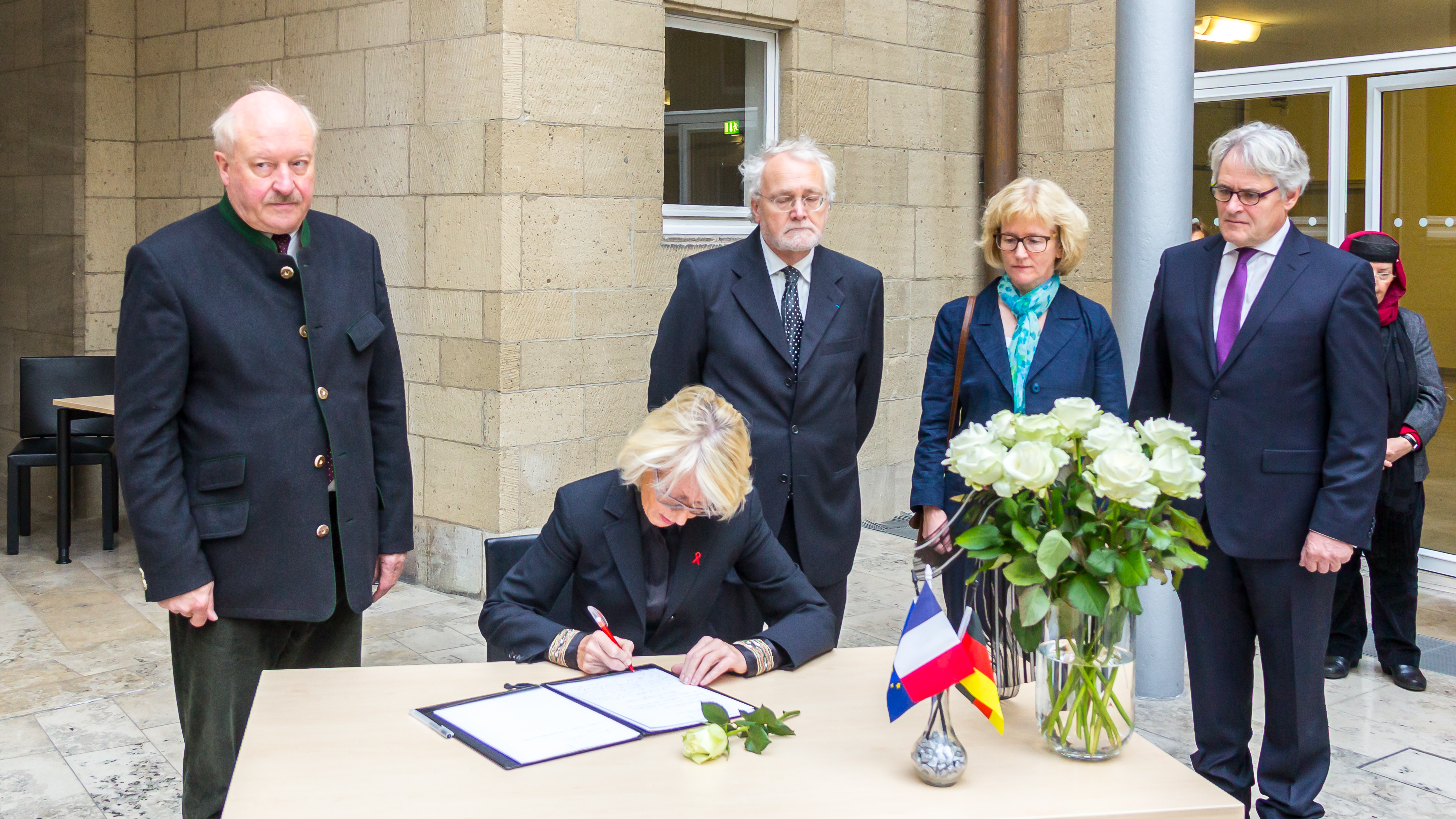
Kölns Bürgermeisterin Elfi Scho-Antwerpes trägt sich in die Kondolenzbücher für die Opfer und Betroffenen der Terroranschläge vom 13. November 2015 in Paris sowie für Helmut Schmidt ein

Man kann telefonisch, persönlich (im öffentlichen Raum oder bei einem Kondolenzbesuch), mit einem Brief oder mit einer Beileidskarte kondolieren.
Bei einigen Bestattungen liegt eine Kondolenzliste oder ein Kondolenzbuch aus. In Fällen, die eine größere öffentliche Anteilnahme hervorrufen, wie z. B. der Tod einer bekannten Persönlichkeit oder Unglücksfälle mit zahlreichen Opfern, werden Kondolenzbücher oftmals auch außerhalb einer Trauerfeier oder Beerdigung an einem öffentlichen Ort ausgelegt und der Allgemeinheit zugänglich gemacht. 
Es können auch in der Netzkultur auf virtuellen Friedhöfen Kondolenzen veröffentlicht werden. Ebenso sind im Zuge der Entwicklung der „Online-Trauer“ virtuelle Kondolenzbücher auf verschiedenen Websites erschienen sowie soziale Netzwerke im Internet genutzt worden, um Gefühle gegenüber einem Verstorbenen oder dessen Angehörigen auszudrücken.
In einigen Gegenden ist es Brauch, dem Kondolenzschreiben einen Geldbetrag für das Begräbnis oder die Grabpflege beizufügen.
Im öffentlichen und politischen Leben ist es nicht unüblich, dass Funktions- oder Würdenträger Kondolenzschreiben an Hinterbliebene richten.